# Isaak Meier
Isaak Meier (* 11. September 1950 in Cambridge) ist ein Schweizer Rechtswissenschaftler.

## Leben
Nach dem Studium der Rechtswissenschaften (1969–1973) an der Universität Zürich, der Promotion zum lic. iur., der Promotion 1975 zum Dr. iur. und der Habilitation 1982 (Venia legendi für Zivilprozessrecht, Schuldbetreibungs- und Konkursrecht sowie Privatrecht) an der Universität Zürich war er seit 1991 Professor für Zivilprozessrecht, Schuldbetreibungs- und Konkursrecht sowie Privatrecht an der Universität Zürich.

## Schriften (Auswahl)
- Iura novit curia. Die Verwirklichung dieses Grundsatzes im schweizerischen Zivilprozessrecht. Zürich 1975, ISBN 3-7255-1696-0.
- Grundlagen des einstweiligen Rechtsschutzes im Schweizerischen Privatrecht und Zivilverfahrensrecht. Zürich 1983, ISBN 3-7255-2251-0.
- mit Jürgen Brönnimann und Pia Gianinazzi: Probleme bei Insolvenz von Krankenkassen. Zürich 2003, ISBN 3-7255-4601-0.
- Internationales Zivilprozessrecht und Zwangsvollstreckungsrecht. Mit Gerichtsstandsgesetz. Zürich 2005, ISBN 3-7255-5008-5.